# رينا غراندي
رينا غراندي (بالإنجليزية: Reyna Grande)‏ (7 سبتمبر 1975 في المكسيك)؛ روائية أمريكية-مكسيكية. درست في جامعة كاليفورنيا.

## الجوائز
- الجوائز الأميركية للكتاب